# Pudahuel
Pudahuel este un oraș și comună din provincia Santiago, regiunea Metropolitană Santiago, Chile, cu o populație de 230.658 locuitori (2012) și o suprafață de 197,4 km2.